# Trésors sauvés de Gaza: 5000 ans d'histoire
Trésors sauvés de Gaza: 5000 ans d'histoire est une exposition qui se tient à l'Institut du monde arabe (IMA) à Paris, du 3 avril au 5 novembre 2025. Elle est organisée pour mettre en lumière l'histoire de Gaza et le patrimoine menacé par la guerre de Gaza ainsi que les dommages déjà causés aux sites patrimoniaux.

## Contexte
Le département palestinien des antiquités et du patrimoine culturel est créé en 1994 et est responsable des recherches archéologiques en Palestine. Le département collabore au niveau international pour entreprendre des fouilles, notamment dans la bande de Gaza à Tell es-Sakan, Tell el-Ajjul, Tell Umm el-‘Amr, au cimetière byzantin de Blakhiya (en) et dans l'ancienne cité d'Anthédon. De nombreuses fouilles de sauvetage ont également été effectuées sur des sites tels que l'église byzantine de Jabalia (en).
En 2000, l'IMA accueille Mediterranean Gaza, une exposition de 221 objets découverts à Gaza. Les objets ont été sélectionnés par Moain Sadeq et Jean-Baptiste Humbert qui ont mené des fouilles dans la bande de Gaza. L'exposition est en tournée en France lorsque la seconde Intifada éclate. L'exposition est stockée à Paris avant d'être transférée au Musée d'Art et d'Histoire de Genève (MAH) où elle est à nouveau présentée au public,. Plus de la moitié des objets proviennent de la collection privée de Jawdat Khoudary. Les objets restent stockés à Genève jusqu'en 2024, date à laquelle le MAH organise une exposition, Patrimony in Peril, pour marquer le 70e anniversaire de la Convention de La Haye pour la protection des biens culturels en cas de conflit armé. Depuis le début de la guerre de Gaza, le 7 octobre 2023, l'invasion israélienne a endommagé des centaines de sites patrimoniaux à Gaza.  Les parties de la collection de Jawdat Khoudary qui sont restées à Gaza sont présumées perdues dans les destructions.

## Réception
Jack Lang, président de l'Institut du monde arabe, décrit l'exposition comme un acte de résistance. Le président français Emmanuel Macron visite l'exposition en avril 2025. Au cours de la visite, il s'exprime devant la presse pour réitérer son soutien à la reconnaissance de la Palestine en tant qu'État souverain,.

## Galerie

Objets exposés
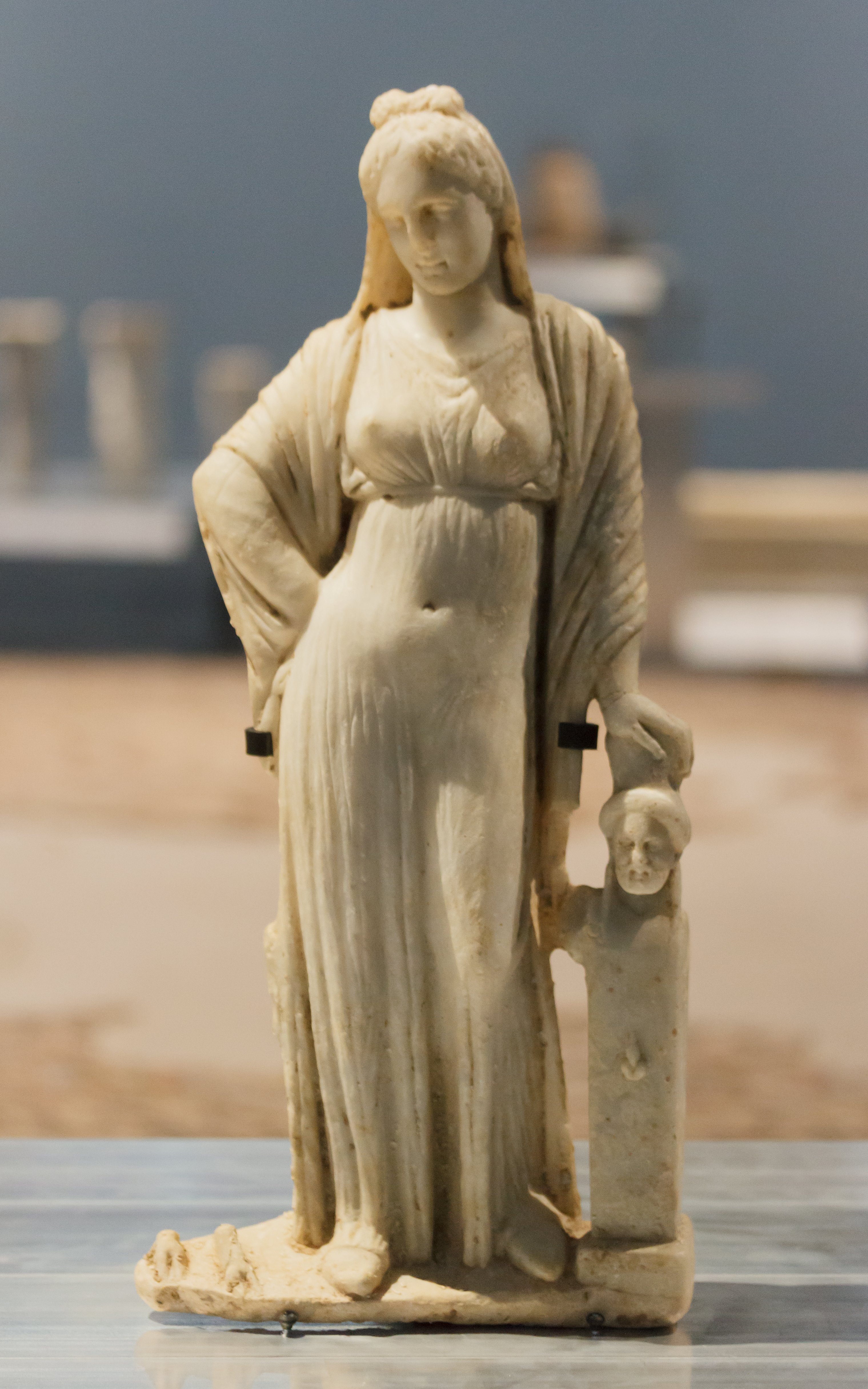
Aphrodite ou Hécate avec Pan enfant (disparu à sa droite).
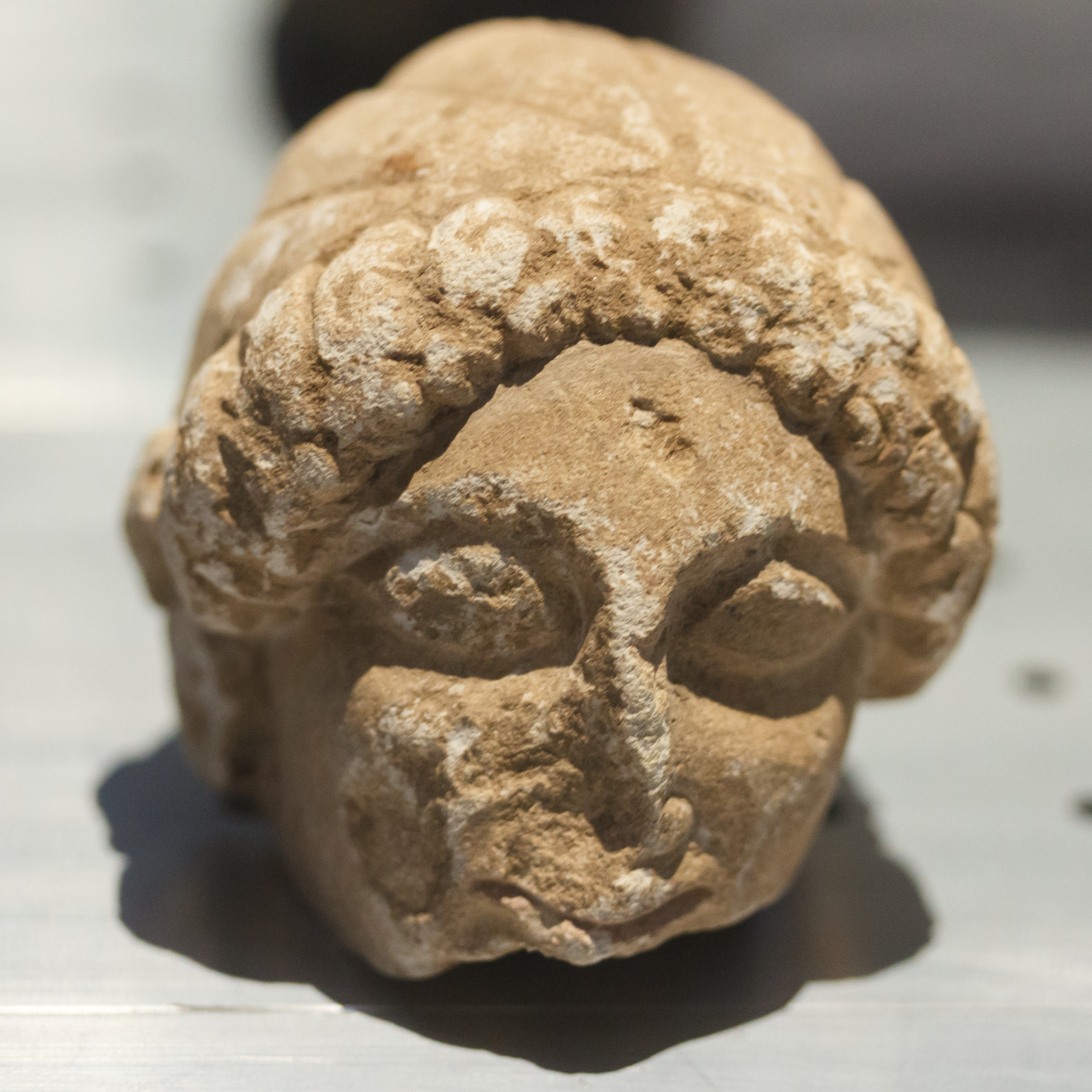
Tête grecque de facture chypriote.
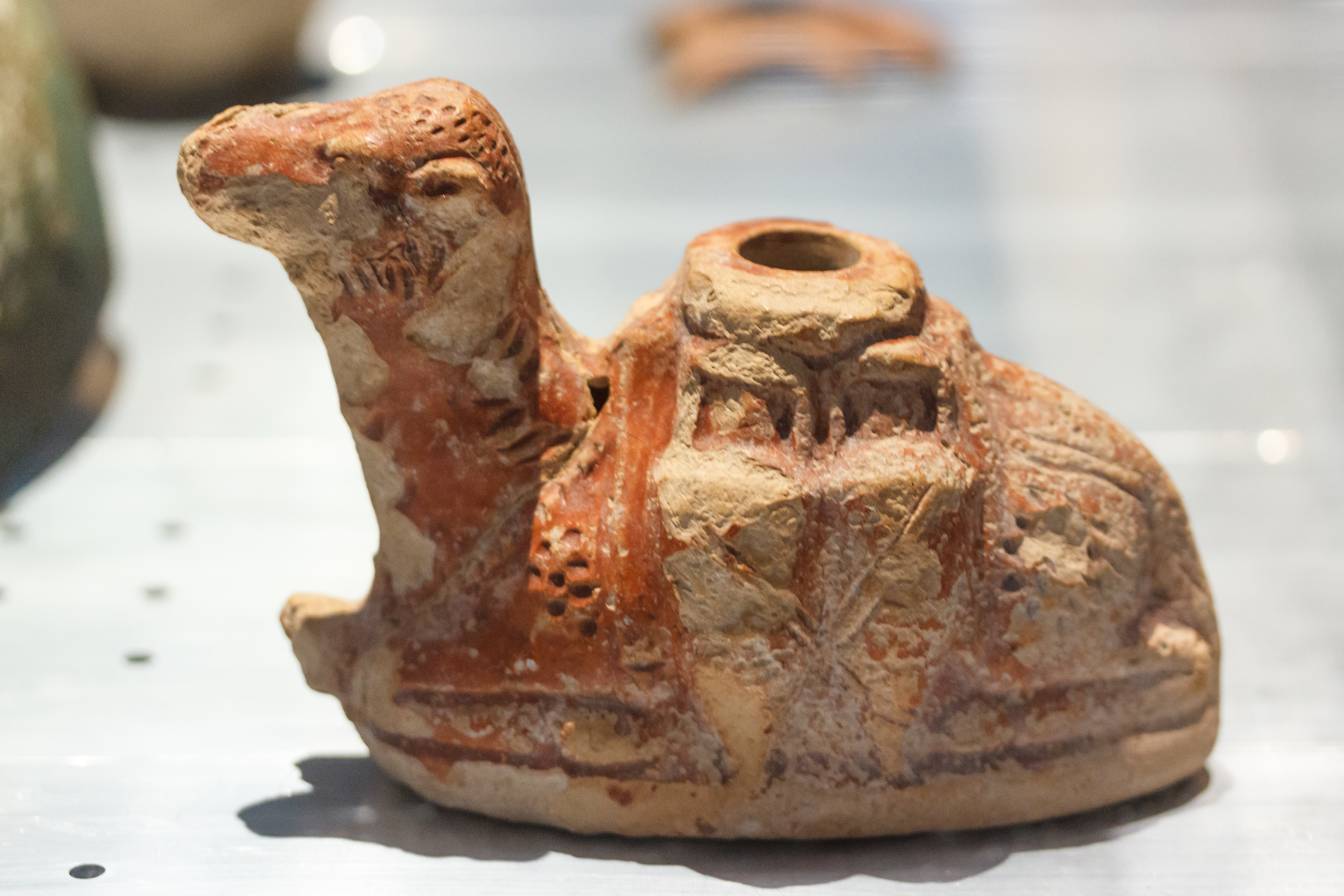
Flacon ; dromadaire accroupi, chargé de quatre amphores (VIe siècle).
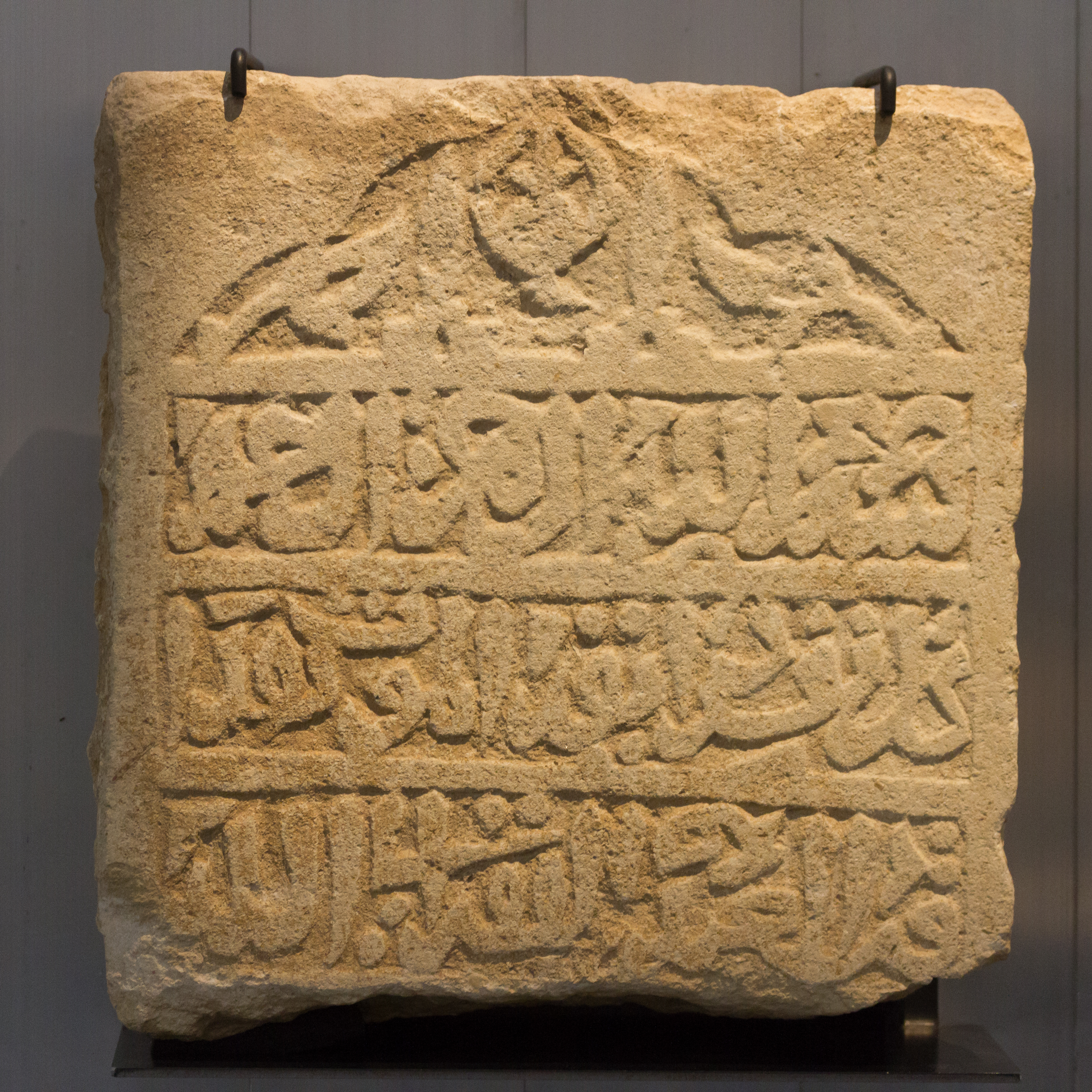
Stèle funéaire fragmentaire inscrite en arabe.